# Médina de Tétouan
La Médina de Tétouan est l'ancienne ville islamique de Tétouan, au Maroc. Très caractéristiques et traditionnelles,  les maisons de la medina sont presque toutes blanches et basses. Dans toute la médina, on trouve des artisans tels que des tisserands, des bijoutiers et des fourreurs. Il existe également de nombreux vendeurs de rue qui vendent des tapis aux touristes.

## Histoire
Tétouan a été une ville de grande importance à l'époque islamique, puisqu'elle a servi de point de contact principal entre le Maroc et l'Andalousie. Après la Reconquista, la ville a été reconstruite par les réfugiés musulmans andalous qu'avaient été expulsés par le décret de Philippe III d'Espagne. On peut en juger par son architecture, qui révèle l'influence andalouse. Bien qu'elle soit une des plus petites medinas du Maroc, celle de Tétouan est la plus complète, et elle est pratiquement intacte d'influences extérieures. 

Au début de la Guerre Civile Espagnole, la ville é été affectée par le conflit. Le 18 juillet, devant la tournure des événements, le président Casares Cuiroga a donné l'ordre de bombarder Ceuta et Tétouan. Dans la soirée de ce même jour, l'aviation gouvernementale a bombardé Tétouan. Le quartier musulman a été touché par les bombes, et entre les gravats des maisons et des mosquées, on a décompté 15 morts et plus de 40 blessés.

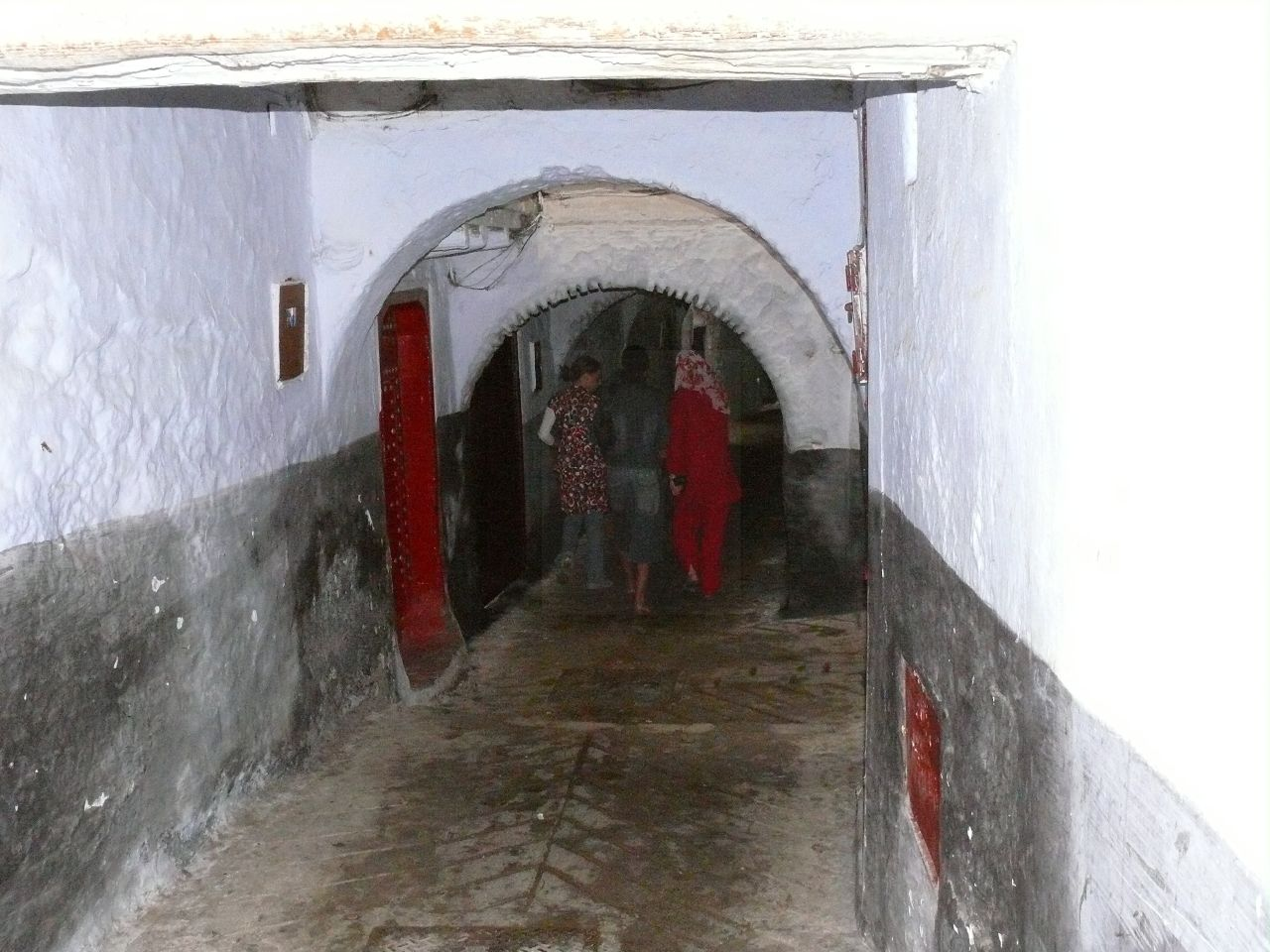
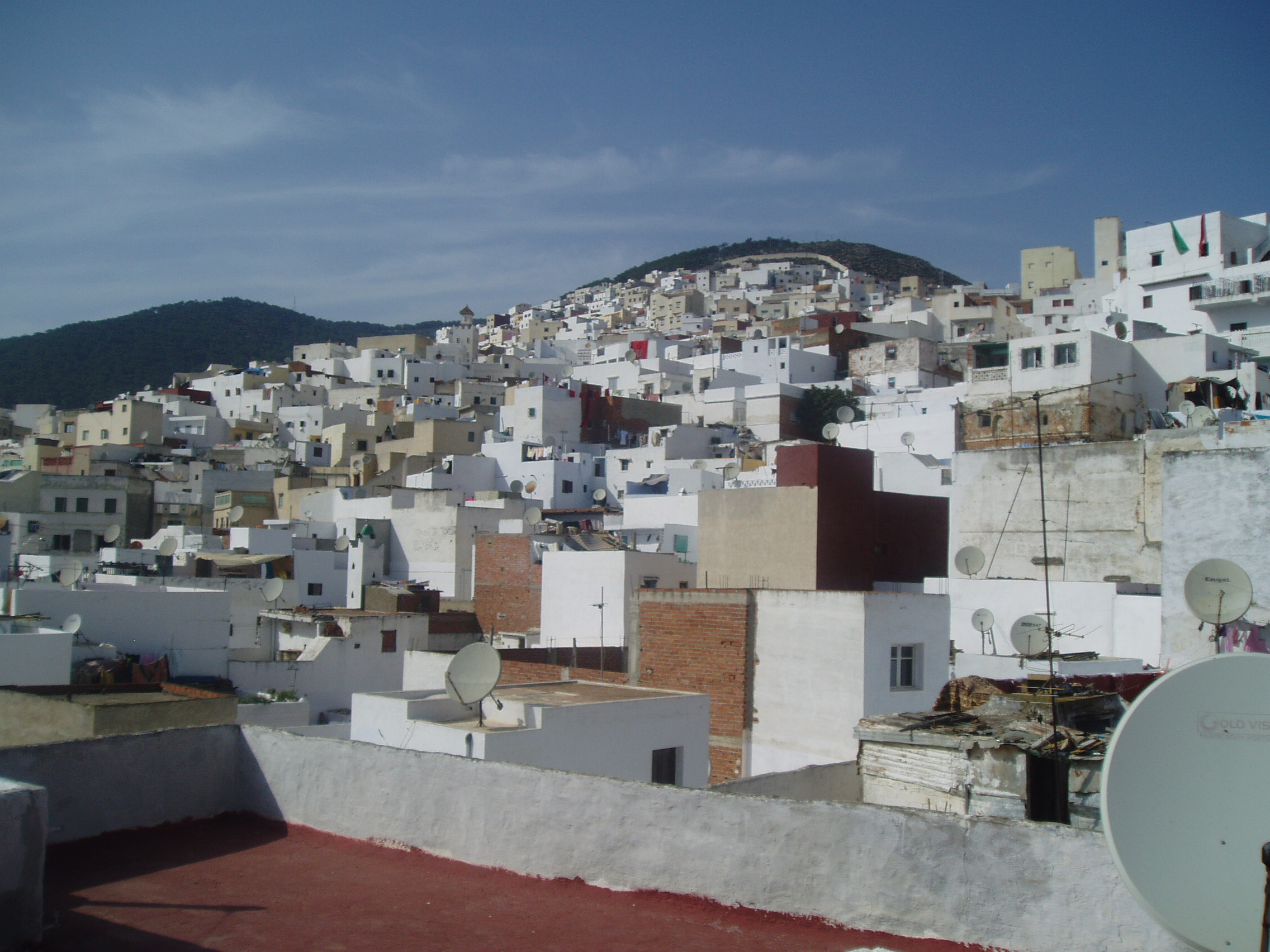

## Description
Le principal élément de la Médina est constitué par les remparts datant de la fin du XVe siècle qui entourent la ville. Ces remparts laissent le passage à travers 7 entrées qui sont : Bab El Oqla, Bab Saaida (vers l'Est), Bab Mqabare et Bab Ejjyafe (vers le Nord), Bab Nouader (vers l'Ouest), Bab Toute, Bab Remouz (vers le Sud).
À l'intérieur de la ville, les ruelles sont pittoresques et grouillantes de monde. Les principaux quartiers, datant de la construction de la ville, sont : Laayoune, Essania, Trankat, Rbat Aala, Bled, Rbat Asfal et Mellah.
Les maisons de la Médina sont généralement très bien conservées par les descendants des propriétaires. Certaines ont bénéficié d'un programme de réhabilitation financé par la Junte d'Andalousie.
Du point de vue architectural, les maisons sont généralement constituées : (i) d'un rez-de-chaussée avec un couloir d'entrée (Zaguan, Dehliz) donnant sur un patio (Sahn), sur lequel s'ouvrent 2 ou 3 chambres fermées (bit), un salon ouvert (maqâad), la cuisine et les services; et (ii) d'un étage avec des chambres (ghorfa).
Temporellement, les maisons obéissent à deux styles architecturaux différents:
1. Celles du XVIIe siècle comportent un patio avec des piliers et des colonnes (8 ou 12) supportant des arcades. La décoration est généralement austère.
2. Celles du XIXe siècle utilisent les traverses de fer qui supportent l'étage.

Les maisons peuvent comporter ou non un jardin (Riad). La décoration est riche, utilisant les mosaïques de Fès, le bois peint, etc.

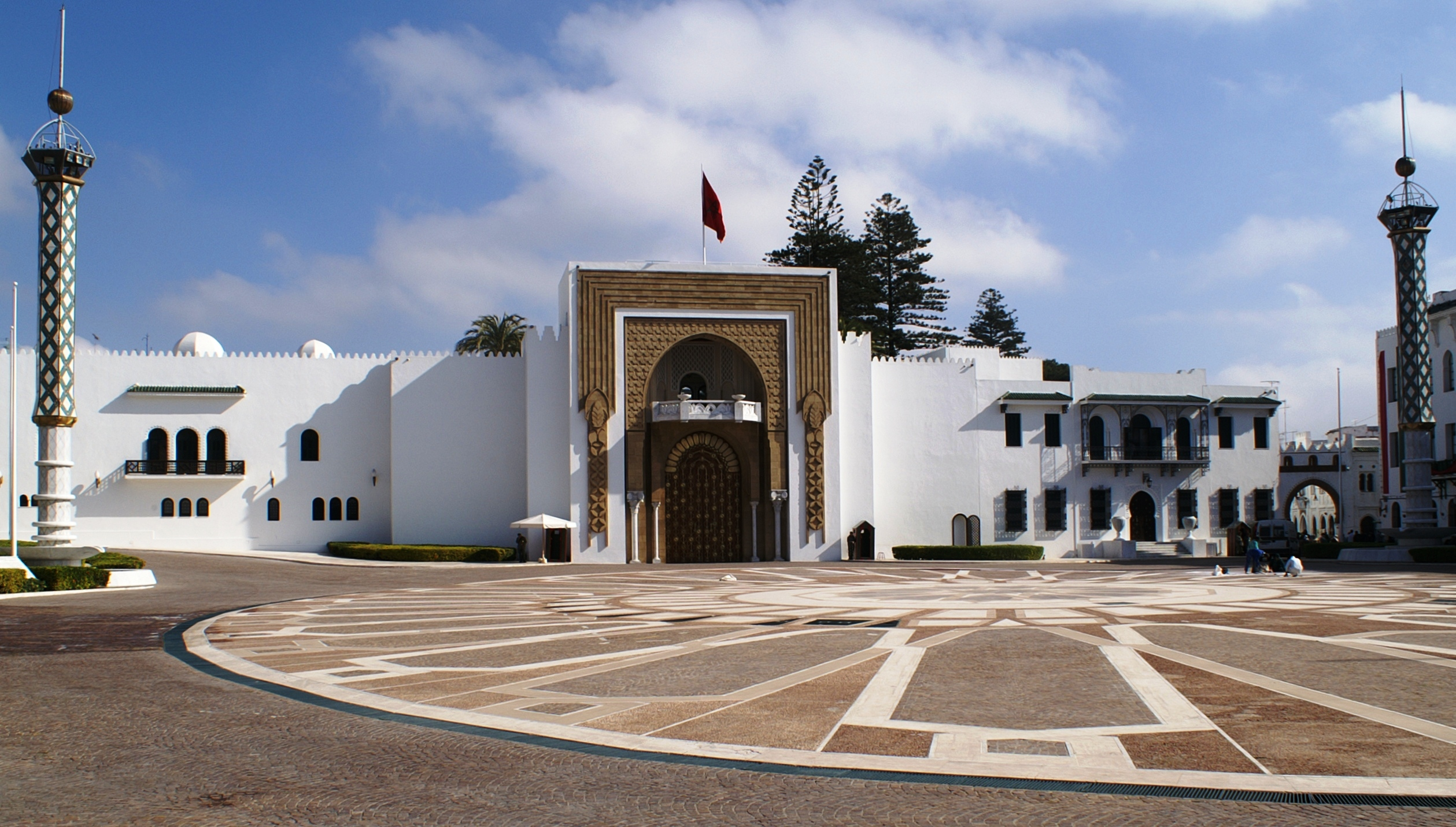
Le palais royal, ou Méchouar, à Tétouan.

Ces maisons, ainsi que les bâtiments publics, ont longtemps été desservis en eau potable à travers un réseau de canalisations depuis les sources de la ville. Ce réseau, appelé Skundu (déformation de l'espagnol segundo), a été développé par Ali Al Mandari en personne, qui a construit la ville le long d'une ligne de sources prenant naissance au pied du Jbel Dersa. Ce dispositif ingénieux est semblable à celui développé par exemple par les Romains à Volubilis, et paraît avoir été donc adopté par les Andalous. Pour des raisons sécuritaires, seuls le Wali et l'ingénieur principal de la ville en connaissaient le tracé. Il alimentait toutes les maisons ainsi que les fontaines publiques, les mosquées, les hammams, etc. grâce à la topographie en pente de la ville. Bien que très détérioré par les canalisations modernes, certaines maisons gardent encore des fontaines de cette eau limpide.
Outre les maisons tétouanaises, plusieurs mosquées, zaouias et places publiques et commerciales peuvent être visitées :
- Places : El Feddane (cœur de la ville sur lequel donne le Méchouar), Ghersa El Kébira (place de commerce varié), El Usâa (petite place pittoresque)
- Rues : Tarrafine (boutiques de bijoux)
- Mosquées : Al Jamaa Al Kabir (Grande Mosquée)
- Écoles traditionnelles : Madrasat Lukach ; Zaouias  : Sidi Ali ben Raissoun, Harraq, Abdellah El Hajj Bakkal...
- Souks : Mesdaa (épices, fromages), Saquia El Fouqia (vêtements)...

## Upsilon Andromedae
Dans le cadre de la compétition internationale NameExoWorlds, le nom de la médina, Titawin, a été attribué par l'Union astronomique internationale à l'étoile Upsilon Andromedae. À la suite du vote du grand public et de l'approbation de Union astronomique internationale, le système extra solaire Upsilon Andromedae situé dans la constellation d'Andromède a hérité des noms suivantes :
- Étoile Upsilon Andromedae : Titawin ;
- Planète Upsilon Andromedae b : Saffar, astronome andalou ;
- Planète Upsilon Andromedae c : Samh, astronome andalou ;
- Planète Upsilon Andromedae d : Majriti, astronome andalou ;
- Planète Upsilon Andromedae e : pas de nom.

Titawin a représenté dans l'histoire un important centre culturel et scientifique, notamment dans le domaine de l'astronomie, où la tradition de l'étude et de construction d'instruments astronomiques (astrolabes et cadrans solaires) a été préservée et développée. De nombreux astrolabes fabriqués à Titawin sont actuellement conservés dans différents musées du monde.
Titawin est devenu ainsi, à la suite de la compétition organisée en 2015, la première cité de l'histoire à avoir donné son nom à une étoile du ciel.